# Bodo Illgner
Bodo Illgner (født 7. april 1967 i Koblenz, Vesttyskland) er en pensioneret tysk fodboldspiller, der spillede som målmand hos den tyske traditionsklub 1. FC Köln, samt for Real Madrid CF i den spanske La Liga. Han opnåede desuden hele 54 kampe for det tyske landshold.
Illgner blev i 1991 af UEFA kåret til Europas bedste målmand.

## Klubkarriere

### FC Köln
Illgner startede sin seniorkarriere i 1983 hos 1. FC Köln, en klub han spillede for de følgende 14 sæsoner. Her var han med til to gange at vinde sølvmedaljer i Bundesligaen, samt en gang at nå finalen i pokalturneringen. Det var også i denne periode at han opnåede sin største succes med landsholdet.

### Real Madrid
Den 30. august 1996 blev Illgner købt af den spanske storklub Real Madrid CF, hvor han straks blev klubbens førstevalg i målet. I sin første sæson var han med til at blive spansk mester, men de følgende sæsoner tabte han sin plads på holdet til først Santiago Cañizares og senere Iker Casillas. Som reserve var Illgner med til at vinde yderligere et spansk mesterskab, og ikke mindst hele to Champions League-titler, der blev sikret i 1998 og 2000.
Illgner stoppede sin karriere efter sæsonen 2000-01.

## Landshold
Illgner nåede over en periode på otte år at spille 54 kampe for Tysklands landshold, som han debuterede for den 23. september 1987 i en kamp mod Danmark. Han skulle hurtigt blive førstevalget på landsholdet, og var ved VM i 1990 en hel afgørende faktor i den tyske triumf ved slutrunden. I semifinalen mod England blev han helten i straffesparkskonkurrencen, som Tyskland vandt, og i finalen mod Argentina holdt han målet rent, så tyskerne i sidste ende kunne sikre sig titlen med en sejr på 1-0.
Illgner er i Danmark måske bedst kendt som den tyske målmand under finalen ved EM i 1992 mod Danmark. Efter at have været med til at føre tyskerne frem til finalen efter blandt andet semifinalesejr over værterne Sverige, blev han i finalen passeret af først John "Faxe" Jensen og siden Kim Vilfort.
Udover de to ovennævnte slutrunder deltog Illgner også ved EM i 1988 på hjemmebane, samt ved VM i 1994 i USA. 

## Titler

### Klubtitler
La Liga
- 1997 og 2001 med Real Madrid

Champions League
- 1998 og 2000 med Real Madrid

Intercontinental Cup
- 1998 med Real Madrid

### Landsholdstitler
VM
- 1990 med Tyskland